# Wang Meng

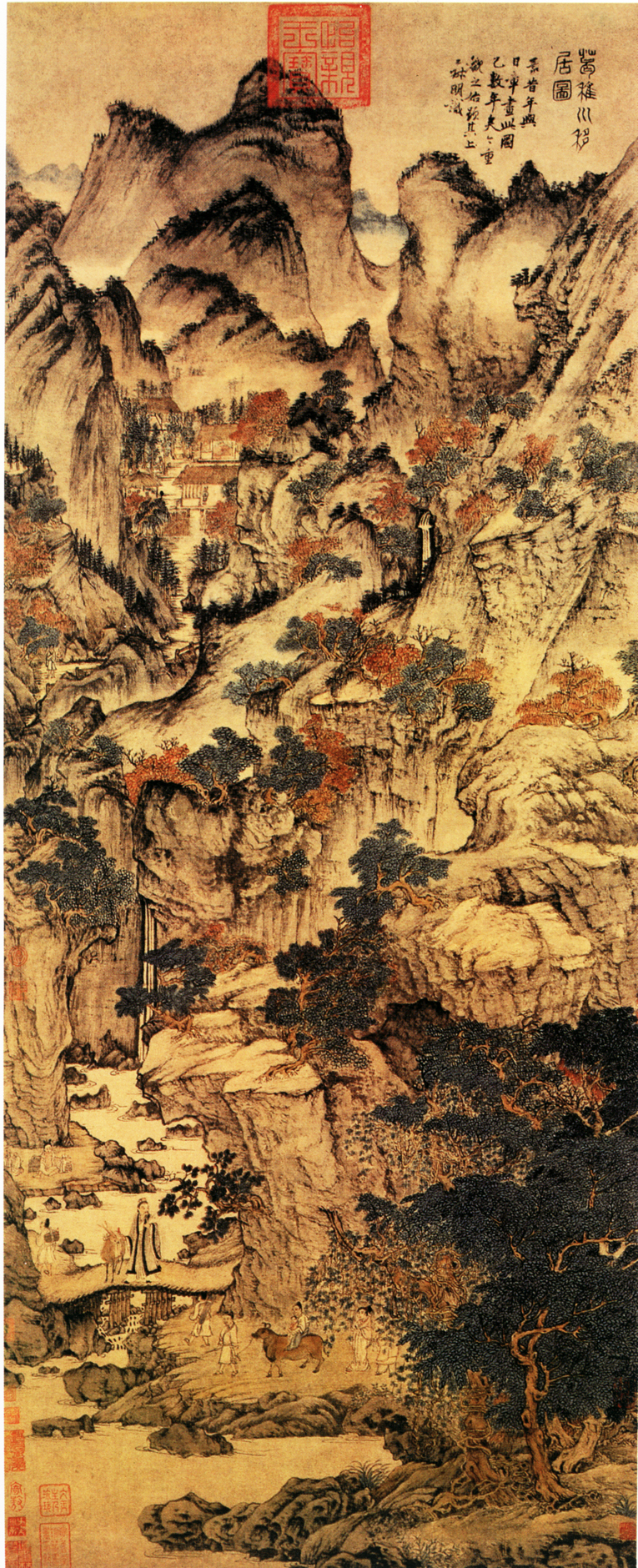
En målning av Wang Meng

Wang Meng (kinesiska: 王蒙) född cirka 1308 Huzhou, Zhejiang, död 14 oktober 1385, stilnamn Shuming (叔明), var en kinesisk målare under Yuan- och Mingdynastierna. Han klassades efter sin död som en av de fyra största under Yuan (tillsammans med Huang Gongwang, Wu Zhen och Ni Zan) och utövade ett stort inflytande på målare under Ming och Qingdynastin.

## Eftermäle
Nedslagskratern Wang Meng på planeten Merkurius är uppkallad efter honom.